# Saint-Alyre-d’Arlanc
Saint-Alyre-d’Arlanc település Franciaországban, Puy-de-Dôme megyében. Lakosainak száma 136 fő (2022. január 1.). Saint-Alyre-d’Arlanc La Chapelle-Geneste, Cistrières, Laval-sur-Doulon, Doranges és Saint-Sauveur-la-Sagne községekkel határos.

## Népesség
A település népessége az elmúlt években az alábbi módon változott:
| Lakosok száma | 165  | 171  | 176  | 170  | 160  | 151  | 141  | 137  | 136  |
|               | 2013 | 2015 | 2016 | 2017 | 2018 | 2019 | 2020 | 2021 | 2022 |